# 提里昂
提里昂 Tilion，是英國作家約翰·羅納德·鲁埃爾·托爾金的史詩式奇幻小說《精靈寶鑽》中的人物。邁雅之一，月亮飛船的導航者。提里昂意思是「號角」，他的力量比雅瑞恩少。
他原先是跟隨歐羅米的獵手，有一把銀色的弓，他熱愛銀色，休息時在伊絲緹的湖邊作夢，浸沐在泰爾佩瑞安的銀光中。當雙聖樹被米爾寇破壞以至枯萎後，提里昂自願永遠照顧泰爾佩瑞安最後一朵花，成為月亮飛船的導航者。魔苟斯派出黑色神靈攻打月亮，但被提里昂打敗。
在《精靈寶鑽》沒被提到的是，提里昂愛上了太陽飛船的導航者雅瑞恩，所以常常駛近她，怎知火焰燒著了他，連飛船甲板也燒黑了。